# روبرت ديلوناي
روبرت ديلوني (بالفرنسية: Robert Delaunay)‏ وهو فنان فرنسي أشتهر هو مع زوجته سونيا ديلوناي وفنانين آخرين بفن رسم التكعيبية ولد في يوم 15 أبريل 1885 في مدينة باريس عاصمة فرنسا وكان له رسوم ممزوجة بالألوان وقد كان فن تجريدي وقد تعلم فنه من بول كلي، توفي ديلوني في 25 أكتوبر 1941 في مدينة مونبلييه في فرنسا.

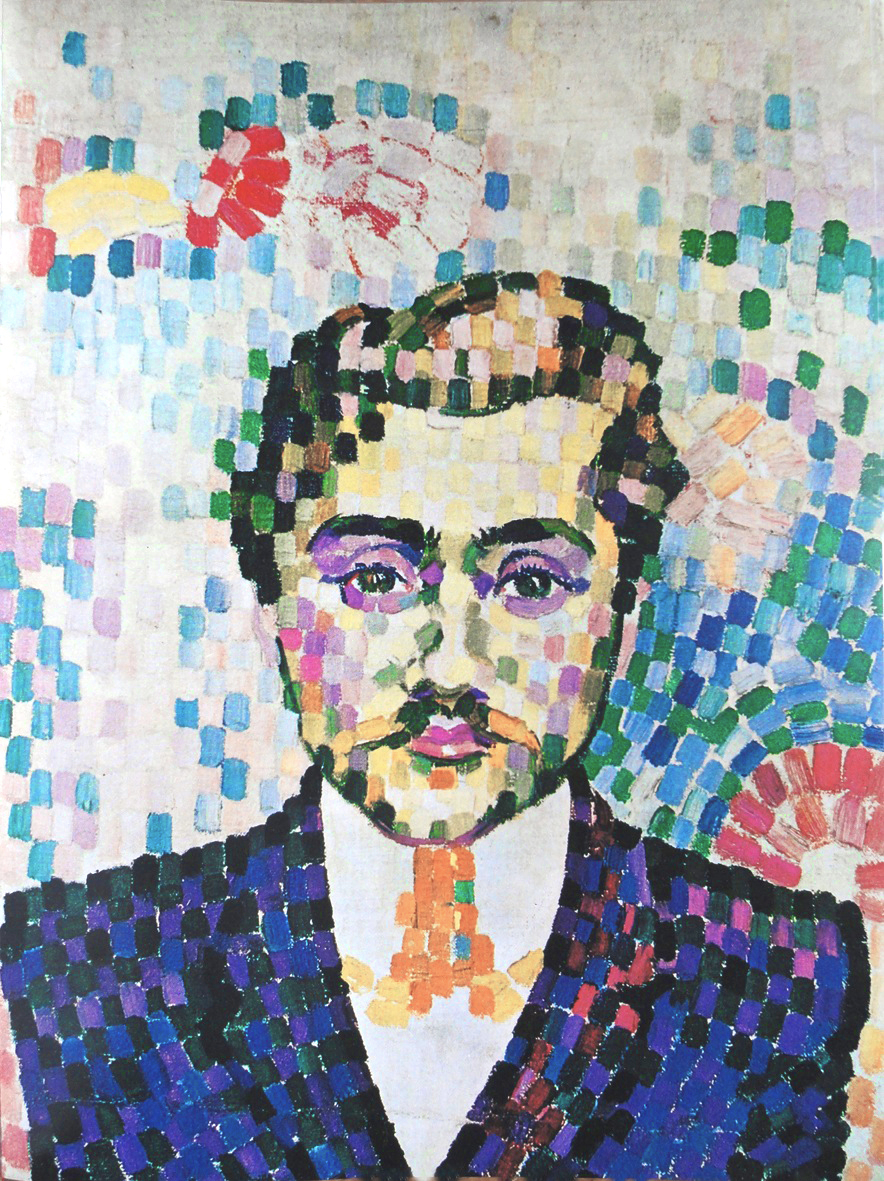
لوحة لروبرت ديلوني في 1906 من قبل جين ميتزنغر

## روابط خارجية
- روبرت ديلوناي على موقع IMDb (الإنجليزية)
- روبرت ديلوناي على موقع الموسوعة البريطانية (الإنجليزية)
- روبرت ديلوناي على موقع ميوزك برينز (الإنجليزية)
- روبرت ديلوناي على موقع ديسكوغز (الإنجليزية)